# Amíg tart
Az Amíg tart a Depresszió rock/metal együttes 2002-ben kiadott második nagylemeze.

## Számlista
Az albumon található összes dal szerzője a depresszió.
| Cím                       | Hossz |
| ------------------------- | ----- |
| Hagyjatok bízni!          | 3:27  |
| Lásd (amit neked szántak) | 3:35  |
| Utazó                     | 3:15  |
| Ha mennem kell            | 2:45  |
| Adj még (édes álmokat)    | 3:42  |
| Amíg tart                 | 3:30  |
| Itt az én időm            | 3:30  |
| Nincs vége                | 3:39  |
| Harcot vívnék?            | 3:08  |
| Mindig, mindent           | 4:45  |
| Örökké                    | 3:14  |
| Nem vagyok egyedül        | 3:24  |